# Pierre Fritte (Noyers-sur-Cher)
Pour les articles homonymes, voir Pierre Frite.
La Pierre Fritte, appelée aussi Pierre Fiche ou Pierre de Grandmont, est un menhir situé sur la commune de Noyers-sur-Cher, dans le département de Loir-et-Cher en France.

## Protection
L'édifice est classé au titre des monuments historiques par la liste de 1889.

## Description
Le menhir est constitué d'un bloc de poudingue lustré à silex, prélevé sur place. Il mesure 2,50 m de hauteur pour 3,20 m de largeur à la base et 1,50 m d'épaisseur.